# Milan Associazione Calcio 1963-1964
Questa voce raccoglie le informazioni riguardanti il Milan Associazione Calcio nelle competizioni ufficiali della stagione 1963-1964.

## Stagione
Nella stagione 1963-1964 la squadra, rinforzatasi con Amarildo, chiude il campionato al terzo posto dietro il Bologna scudettato e la Grande Inter campione d'Europa, eguagliando il record della Juventus del maggior numero di vittorie in trasferta (11) nei campionati a 18 squadre. In Coppa dei Campioni, dopo aver superato agli ottavi il Norrköping, i rossoneri vengono estromessi ai quarti dal Real Madrid: non basta la vittoria di San Siro per 2-0 per ribaltare il 4-1 subito in Spagna. Anche in Coppa Italia esce ai quarti, questa volta per mano della Fiorentina.

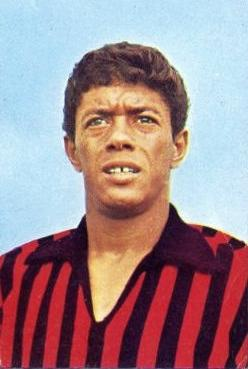
Il neoacquisto Amarildo, al Milan dal 1963 al 1967

In questa stagione inoltre i Diavoli perdono, al Maracanã contro il Santos di Pelé (1-0), la Coppa Intercontinentale al termine della partita di spareggio, necessario dopo che l'andata e il ritorno si erano concluse con il punteggio di 4-2 per i rossoneri e per i bianconeri. I due match vinti dal Santos si segnalarono per il sospetto doping dei brasiliani, nonché per il controverso arbitraggio dell'argentino Juan Regis Brozzi, il quale verrà sospettato di essere stato corrotto dal club sudamericano, e verrà in seguito radiato. Ad allenare il Milan in questa stagione è inizialmente Luis Carniglia, il quale ha condotto il Real Madrid alla vittoria in Coppa dei Campioni proprio contro i rossoneri sei anni prima; l'argentino è affiancato dal direttore tecnico Giuseppe Viani. L'avventura di Carniglia è tuttavia breve: viene infatti esonerato nel marzo 1964 e sostituito da Nils Liedholm.
Nel 1963 nasce inoltre il primo magazine ufficiale mensile interamente dedicato al club rossonero, dal nome Forza Milan!. Nello stesso anno il Milan trasferisce la sua sede da via Gaetano Donizetti 24 a via Gabrio Carlo Serbelloni 5.

## Divise
| Casa | Trasferta |

## Organigramma societario
Area direttiva
- Presidente: Felice Riva

Area tecnica
- Allenatore: Luis Carniglia (fino a marzo 1964)
Nils Liedholm (da marzo 1964)
- Direttore tecnico: Giuseppe Viani

## Rosa
| N. |                   | Ruolo | Calciatore                   |
| -- | ----------------- | ----- | ---------------------------- |
|    | Italia (bandiera) | P     | Luigi Balzarini              |
|    | Italia (bandiera) | P     | Mario Barluzzi               |
|    | Italia (bandiera) | P     | Giorgio Ghezzi               |
|    | Italia (bandiera) | P     | Claudio Mantovani            |
|    | Italia (bandiera) | D     | Cesare Maldini (capitano)    |
|    | Italia (bandiera) | D     | Gilberto Noletti             |
|    | Italia (bandiera) | D     | Luciano Poppi                |
|    | Italia (bandiera) | D     | Luigi Radice (vice capitano) |
|    | Italia (bandiera) | D     | Nello Santin                 |
|    | Italia (bandiera) | D     | Giovanni Trapattoni          |
|    | Italia (bandiera) | D     | Mario Trebbi                 |
|    | Italia (bandiera) | C     | Bruno Bacchetta              |

| N. |                    | Ruolo | Calciatore         |
| -- | ------------------ | ----- | ------------------ |
|    | Perù (bandiera)    | C     | Víctor Benítez     |
|    | Italia (bandiera)  | C     | Mario David        |
|    | Italia (bandiera)  | C     | Giovanni Lodetti   |
|    | Italia (bandiera)  | C     | Ambrogio Pelagalli |
|    | Italia (bandiera)  | C     | Gianni Rivera      |
|    | Brasile (bandiera) | C     | Dino Sani          |
|    | Italia (bandiera)  | A     | José Altafini      |
|    | Brasile (bandiera) | A     | Amarildo           |
|    | Italia (bandiera)  | A     | Paolo Ferrario     |
|    | Italia (bandiera)  | A     | Giuliano Fortunato |
|    | Italia (bandiera)  | A     | Bruno Mora         |

## Calciomercato

### Sessione estiva
| Acquisti | Acquisti              | Acquisti | Acquisti |
| R.       | Nome                  | da       | Modalità |
| -------- | --------------------- | -------- | -------- |
| P        | Luigi Balzarini       | Modena   | -        |
| A        | Amarildo              | Botafogo | -        |
| A        | José Germano de Sales | Genoa    | -        |

| Cessioni | Cessioni             | Cessioni     | Cessioni |
| R.       | Nome                 | a            | Modalità |
| -------- | -------------------- | ------------ | -------- |
| P        | Mario Liberalato     | Prato        | -        |
| D        | Attilio Bravi        | Lecco        | -        |
| D        | Francesco Zagatti    | -            | ritirato |
| C        | Giorgio Rossano      | Juventus     | -        |
| A        | Paolo Barison        | Sampdoria    | -        |
| A        | Emanuele Del Vecchio | Boca Juniors | -        |

### Sessione invernale
| Acquisti | Acquisti | Acquisti | Acquisti |
| R.       | Nome     | da       | Modalità |
| -------- | -------- | -------- | -------- |

| Cessioni | Cessioni          | Cessioni | Cessioni |
| R.       | Nome              | a        | Modalità |
| -------- | ----------------- | -------- | -------- |
| P        | Claudio Mantovani | Saronno  | -        |
| C        | Víctor Benítez    | Messina  | -        |

## Risultati

### Serie A

#### Girone di andata
| Arbitro: | Adami (Roma) |

|            |           |                                    |
| Simoni 52’ | Marcatori | 8’, 77’, 88’ Altafini 82’ Amarildo |

| Arbitro: | Angelini (Firenze) |

|                              |           |  |
| Rivera 13’, 31’ Amarildo 81’ | Marcatori |  |

| Arbitro: | Lo Bello (Siracusa) |

|           |           |               |
| Galli 26’ | Marcatori | 19’ Fortunato |

| Arbitro: | Francescon (Padova) |

|  |           |   |
|  | Marcatori | . |

| Arbitro: | Sbardella (Roma) |

|                                  |           |          |
| Amarildo 52’ Trebbi 69’ Mora 87’ | Marcatori | 90’ Bean |

| Arbitro: | Adami (Roma) |

|                           |           |                           |
| Haller 48’ Bulgarelli 54’ | Marcatori | 74’ Mora 90’ (aut.) Capra |

| Arbitro: | Politano (Cuneo) |

|                                |           |            |
| Altafini 13’, 81’ Ferrario 70’ | Marcatori | 48’ Prenna |

| Arbitro: | De Marchi (Pordenone) |

|                              |           |  |
| Altafini 36’, 59’ Rivera 84’ | Marcatori |  |

| Arbitro: | Sbardella (Roma) |

|  |           |                          |
|  | Marcatori | 13’ Fortunato 36’ Rivera |

| Arbitro: | Lo Bello (Siracusa) |

|  |           |            |
|  | Marcatori | 71’ Rivera |

| Arbitro: | Sbardella (Roma) |

|                        |           |                     |
| Mora 35’ Fortunato 80’ | Marcatori | 55’ Nené 70’ Sivori |

| Arbitro: | Jonni (Macerata) |

|                       |           |  |
| Fortunato 2’ Mora 76’ | Marcatori |  |

| Arbitro: | De Marchi (Pordenone) |

|              |           |                   |
| da Silva 70’ | Marcatori | 39’, 79’ Altafini |

| Arbitro: | Rigato (Mestre) |

|                       |           |              |
| Sani 68’ Amarildo 73’ | Marcatori | 90’ De Sisti |

| Arbitro: | Jonni (Macerata) |

|                       |           |              |
| Petris 41’ Hamrin 59’ | Marcatori | 21’ Amarildo |

| Arbitro: | De Marchi (Pordenone) |

|  |           |              |
|  | Marcatori | 9’, 24’ Sani |

| Arbitro: | Marchese (Napoli) |

|                |           |            |
| Trapattoni 67’ | Marcatori | 77’ Massei |

#### Girone di ritorno
| Arbitro: | Gambarotta (Genova) |

|              |           |  |
| Altafini 21’ | Marcatori |  |

| Arbitro: | Francescon (Padova) |

|            |           |                        |
| Ghelfi 20’ | Marcatori | 3’ Amarildo 81’ Rivera |

| Arbitro: | Di Tonno (Lecce) |

|  |           |                    |
|  | Marcatori | 24’ (aut.) Noletti |

| Arbitro: | Angonese (Mestre) |

|              |           |             |
| Amarildo 18’ | Marcatori | 65’ Ferrini |

| Arbitro: | Lo Bello (Siracusa) |

|            |           |          |
| Rivara 76’ | Marcatori | 76’ Mora |

| Arbitro: | De Marchi (Pordenone) |

|             |           |                         |
| Amarildo 6’ | Marcatori | 9’ Nielsen 37’ Pascutti |

| Arbitro: | Jonni (Macerata) |

|  |           |              |
|  | Marcatori | 63’ Altafini |

| Arbitro: | Sbardella (Roma) |

|  |           |           |
|  | Marcatori | 4’ Rivera |

| Arbitro: | Lo Bello (Siracusa) |

|              |           |           |
| Altafini 59’ | Marcatori | 60’ Corso |

| Arbitro: | Adami (Roma) |

|                           |           |                 |
| Altafini 23’ Amarildo 40’ | Marcatori | 43’ Dell'Angelo |

| Arbitro: | Francescon (Padova) |

|                |           |                   |
| Bercellino 74’ | Marcatori | 70’, 83’ Amarildo |

| Arbitro: | De Marchi (Pordenone) |

|  |           |   |
|  | Marcatori | . |

| Arbitro: | Angelini (Firenze) |

|  |           |            |
|  | Marcatori | 24’ Pienti |

| Arbitro: | Marchese (Napoli) |

|                            |           |                        |
| Manfredini 28’ Orlando 31’ | Marcatori | 60’, 65’, 75’ Amarildo |

| Arbitro: | Sbardella (Roma) |

|                     |           |               |
| Mora 5’, 17’ (rig.) | Marcatori | 51’ Seminario |

| Arbitro: | Righetti (Torino) |

|                                 |           |  |
| Buccione 33’ (aut.) Lodetti 43’ | Marcatori |  |

| Arbitro: | Bernardis (Trieste) |

|                           |           |                                                 |
| Novelli 11’ Matassini 72’ | Marcatori | 2’, 81’ Ferrario 18’ (aut.) Bozzao 46’ Altafini |

### Coppa Italia
| Arbitro: | Varazzani (Parma) |

|          |           |  |
| Nuti 87’ | Marcatori |  |

### Coppa dei Campioni
| Arbitro: | van Leeuwen |

|               |           |               |
| Nordqvist 59’ | Marcatori | 84’ Fortunato |

| Arbitro: | Gere |

|                                                        |           |                                  |
| Altafini 34’, 38’, 77’ Nordqvist 43’ (aut.) Rivera 50’ | Marcatori | 30’ Martinsson 88’ (aut.) Trebbi |

| Arbitro: | Barbéran |

|                                                 |           |             |
| Amancio 17’ Puskás 44’ Di Stéfano 59’ Gento 64’ | Marcatori | 83’ Lodetti |

| Arbitro: | Dienst |

|                         |           |  |
| Lodetti 6’ Altafini 46’ | Marcatori |  |

### Coppa Intercontinentale
| Arbitro: | Haberfellner |

|                                          |           |                      |
| Trapattoni 3’ Amarildo 14’, 66’ Mora 81’ | Marcatori | 57’, 85’ (rig.) Pelé |

| Arbitro: | Brozzi |

|                                  |           |                       |
| Pepe 49’, 71’ Almir 54’ Lima 64’ | Marcatori | 12’ Altafini 16’ Mora |

| Arbitro: | Brozzi |

|                  |           |  |
| Dalmo 35’ (rig.) | Marcatori |  |

## Statistiche

### Statistiche di squadra
| Competizione            | Punti | In casa | In casa | In casa | In casa | In casa | In casa | In trasferta | In trasferta | In trasferta | In trasferta | In trasferta | In trasferta | Totale | Totale | Totale | Totale | Totale | Totale | D.R. |
| Competizione            | Punti | G       | V       | N       | P       | Gf      | Gs      | G            | V            | N            | P            | Gf           | Gs           | G      | V      | N      | P      | Gf     | Gs     | D.R. |
| ----------------------- | ----- | ------- | ------- | ------- | ------- | ------- | ------- | ------------ | ------------ | ------------ | ------------ | ------------ | ------------ | ------ | ------ | ------ | ------ | ------ | ------ | ---- |
| Serie A                 | 51    | 17      | 10      | 4       | 3       | 29      | 14      | 17           | 11           | 5            | 1            | 29           | 14           | 34     | 21     | 9      | 4      | 58     | 28     | +30  |
| Coppa Italia            | -     | 0       | 0       | 0       | 0       | 0       | 0       | 1            | 0            | 0            | 1            | 0            | 1            | 1      | 0      | 0      | 1      | 0      | 1      | -1   |
| Coppa dei Campioni      | -     | 2       | 2       | 0       | 0       | 7       | 2       | 2            | 0            | 1            | 1            | 2            | 5            | 4      | 2      | 1      | 1      | 9      | 7      | +2   |
| Coppa Intercontinentale | -     | 1       | 1       | 0       | 0       | 4       | 2       | 2            | 0            | 0            | 2            | 2            | 5            | 3      | 1      | 0      | 2      | 6      | 7      | -1   |
| Totale                  | -     | 20      | 13      | 4       | 3       | 40      | 18      | 22           | 11           | 6            | 5            | 33           | 25           | 42     | 24     | 10     | 8      | 73     | 43     | +30  |

### Statistiche dei giocatori
| Giocatore     | Serie A  | Serie A | Coppa Italia | Coppa Italia | Coppa dei Campioni | Coppa dei Campioni | Coppa Intercontinentale | Coppa Intercontinentale | Totale   | Totale |
| Giocatore     | Presenze | Reti    | Presenze     | Reti         | Presenze           | Reti               | Presenze                | Reti                    | Presenze | Reti   |
| ------------- | -------- | ------- | ------------ | ------------ | ------------------ | ------------------ | ----------------------- | ----------------------- | -------- | ------ |
| J. Altafini   | 30       | 14      | 1            | 0            | 4                  | 4                  | 3                       | 1                       | 38       | 19     |
| Amarildo      | 31       | 14      | 1            | 0            | 4                  | 0                  | 3                       | 2                       | 39       | 16     |
| B. Bacchetta  | 8        | 0       | 1            | 0            | 1                  | 0                  | 0                       | 0                       | 10       | 0      |
| L. Balzarini  | 9        | -7      | 1            | -1           | 0                  | 0                  | 1                       | -1                      | 11       | -9     |
| M. Barluzzi   | 11       | -8      | 0            | 0            | 3                  | -7                 | 1                       | 0                       | 15       | -15    |
| V. Benítez    | 0        | 0       | 0            | 0            | 0                  | 0                  | 1                       | 0                       | 1        | 0      |
| M. David      | 28       | 0       | 1            | 0            | 3                  | 0                  | 2                       | 0                       | 34       | 0      |
| P. Ferrario   | 5        | 3       | 1            | 0            | 0                  | 0                  | 0                       | 0                       | 6        | 3      |
| G. Fortunato  | 17       | 4       | 0            | 0            | 4                  | 1                  | 1                       | 0                       | 22       | 5      |
| G. Ghezzi     | 14       | -13     | 0            | 0            | 1                  | 0                  | 2                       | -6                      | 17       | -19    |
| G. Lodetti    | 24       | 1       | 0            | 0            | 2                  | 2                  | 3                       | 0                       | 29       | 3      |
| C. Maldini    | 22       | 0       | 1            | 0            | 3                  | 0                  | 3                       | 0                       | 29       | 0      |
| C. Mantovani  | 0        | 0       | 0            | 0            | 0                  | 0                  | 0                       | 0                       | 0        | 0      |
| B. Mora       | 28       | 7       | 1            | 0            | 3                  | 0                  | 3                       | 2                       | 35       | 9      |
| G. Noletti    | 13       | 0       | 1            | 0            | 1                  | 0                  | 0                       | 0                       | 15       | 0      |
| A. Pelagalli  | 29       | 0       | 1            | 0            | 4                  | 0                  | 3                       | 0                       | 37       | 0      |
| L. Poppi      | 1        | 0       | 0            | 0            | 0                  | 0                  | 0                       | 0                       | 1        | 0      |
| L. Radice     | 0        | 0       | 0            | 0            | 0                  | 0                  | 0                       | 0                       | 0        | 0      |
| G. Rivera     | 27       | 7       | 1            | 0            | 2                  | 1                  | 2                       | 0                       | 32       | 8      |
| D. Sani       | 20       | 3       | 0            | 0            | 3                  | 0                  | 0                       | 0                       | 23       | 3      |
| N. Santin     | 2        | 0       | 0            | 0            | 0                  | 0                  | 0                       | 0                       | 2        | 0      |
| G. Trapattoni | 28       | 0       | 0            | 0            | 2                  | 0                  | 3                       | 1                       | 33       | 1      |
| M. Trebbi     | 27       | 1       | 0            | 0            | 4                  | 0                  | 3                       | 0                       | 34       | 1      |